# 普及福音教会
普及福音新教伝道会（ふきゅうふくいんしんきょうでんどうかい,独:Allgemeiner evangelisch-protestantischer Missionsverein、略称:AEPM）は、日本のドイツ系の自由主義神学の団体である。日本の知識層、財界政界などの著名人に多くの影響を与えた。ドイツ・東アジアミッション（Deutsche Ostasienmission）ともいう。

## 歴史
1884年（明治17年）に福音の宣教は超教派的に行われるべきであると主張していたスイスの改革派牧師エルンスト・ブースを会長として、K・H・リッターら約30名が超教派的に東洋伝道に尽くすためにドイツのワイマールで結成した伝道会である。この団体は信仰覚醒を目的とした従来の宣教団体とは異なり、改宗よりもキリスト教的文化の伝達に力を注いだ。
その伝道会のW・シュピンナーが1885年(明治18年)に来日して、東京神田で伝道を開始して、後に普及福音教会と称した。
W・シュピンナーはルター派のザクセン・ワイマール国教会の正規の聖職者として、東京と横浜に滞在していたドイツ人のためにドイツ教会を設立して、その牧師に就任した。東京では、お雇い外国人が集っていた。
W・シュピンナーは財界政界の著名人と交流し、青木周蔵、有栖川宮威仁親王、北白川宮能久親王、桂太郎、品川弥二郎たちと親交を結んだ。
1887年(明治20年)に本郷壱岐坂に会堂を建設、新教神学校を設立する。1888年(明治21年)には機関紙『真理』を発刊した。
1889年(明治22年)に安川亨と法典教会が日本基督一致教会を離脱して、普及福音教会に加入する。
その後、オットー・シュミーデル、カール・ムンチンガー、K・M・シラー、E・シュレーダー、J・フンチケルらが来日した。フンチケルは無教会派の内村鑑三や塚本虎二と交友関係にあり、彼らにも大きな影響を与えた。
現在は、東京都世田谷区において日本自由キリスト教会として活動を続けている。赤司繁太郎などが伝道に関わっている。

## 神学
神学的にはチュービンゲン学派の自由主義神学で、日本に聖書批評学を導入した。聖書の神の啓示として権威を認めず、聖書を人間の宗教的記録とみなし、その中にある宗教的、倫理的意義を探った。これらの主張は新神学と呼ばれ、日本のプロテスタント教会の日本組合基督教会の指導者たちに大きな影響を与えた。